# ولزو لملینا
ولزو لملینا (به ایتالیایی: Velezzo Lomellina) یک کومونه در ایتالیا است که در استان پاویا واقع شده‌است.

## خصوصیات
ولزو لملینا ۸٫۶ کیلومترمربع مساحت و ۱۱۳ نفر جمعیت دارد و ۹۸ متر بالاتر از سطح دریا واقع شده‌است.